# Liste des monuments historiques protégés en 1849
Cet article recense les monuments historiques français classés en 1849.

## Protections
| Édifice                          | Commune             | Département    | Région                     | Protection | Base Mérimée                         | Coordonnées                      | Image |
| -------------------------------- | ------------------- | -------------- | -------------------------- | ---------- | ------------------------------------ | -------------------------------- | ----- |
| Église Notre-Dame-de-la-Nativité | Villeneuve-le-Comte | Seine-et-Marne | Île-de-France              | classé     | « PA00087323 », notice no PA00087323 | 48° 48′ 42″ nord, 2° 50′ 18″ est |       |
| Église Saint-Maurice             | Caromb              | Vaucluse       | Provence-Alpes-Côte d'Azur | classé     | « PA00081993 », notice no PA00081993 | 44° 06′ 45″ nord, 5° 06′ 25″ est |       |